# Royal Enfield Meteor
Meteor est un modèle de moto de type "naked" fabriquée en Inde par Royal Enfield.
La Meteor est présentée pour la première fois en 2020 mais il faut attendre 2021 pour la trouver dans les concessions européennes.

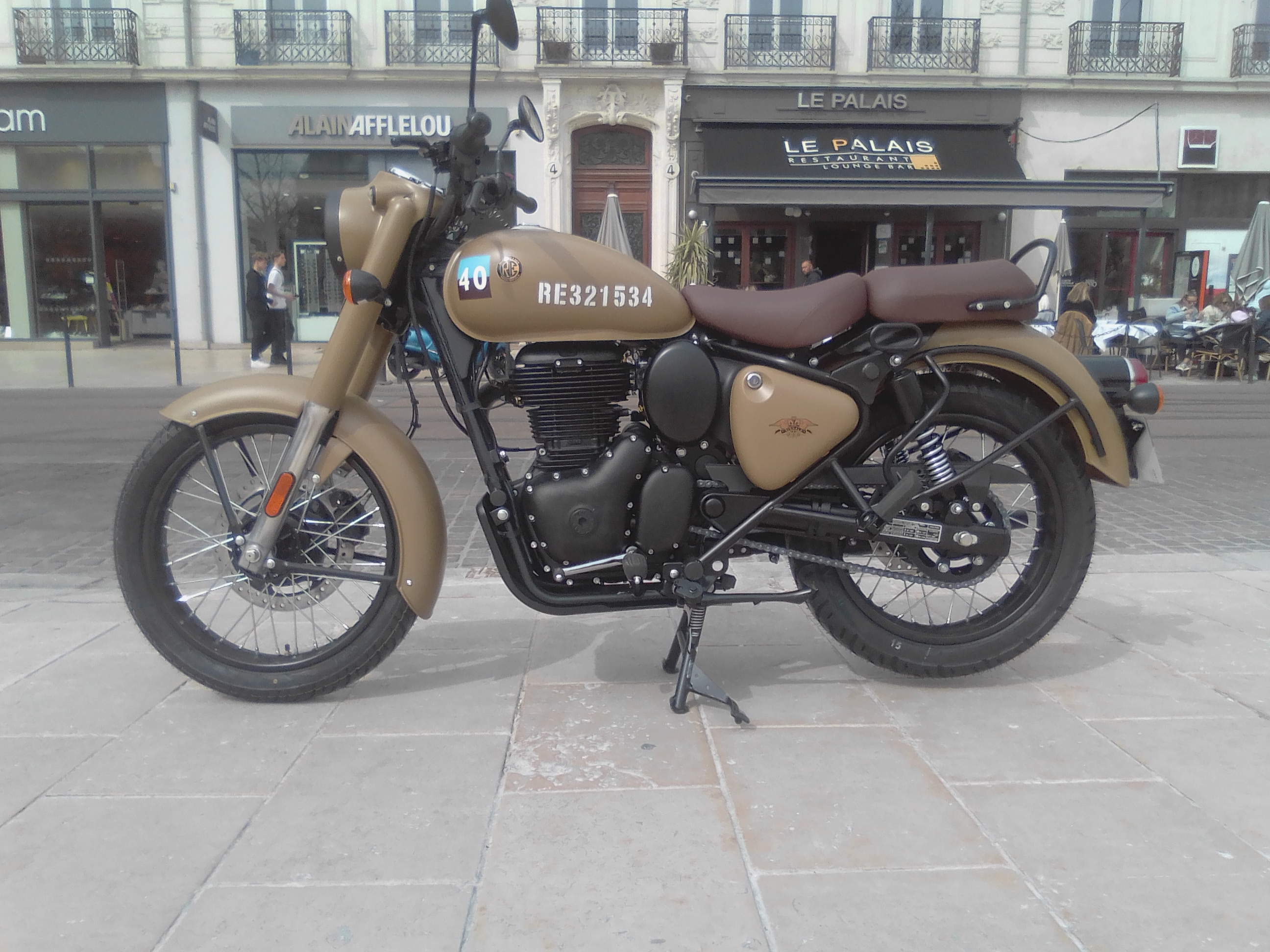
Royal Enfield méteor 350 "Classic 350 Signals"

Elle est équipée d'un moteur monocylindre 4 temps de 349 cm3 à refroidissement par air. Il développe 20 ch à 6 100 tr/min. Ce moteur répond à la norme Euro 5.
Le cadre est de type double berceau en acier. Le freinage est assuré par un disque à l'avant et à l'arrière, respectivement de 300 et 270 mm de diamètre, pincé par des étriers double et simple piston.